# 裨小王
裨小王即小王，亦作裨王。汉时匈奴王子之称。匈奴及其它少数族或有設裨小王之職。
裨小王为二十四長属下。《史记·匈奴列传》：“诸二十四长，亦各自置千長、百長、什長、裨小王，相封、都、尉、當戶、且渠之属。”《史记·卫将军骠骑列传》：“得右贤裨王十余人。”《汉书·卫青传》:“得右贤裨王十余人。”